# James Bond 007: Nightfire
James Bond 007: Nightfire es un Videojuego de acción en primera persona, es la continuación del videojuego James Bond 007: Agent Under Fire.

## Misiones
- Paris Prelude: Bond debe evitar que muera una agente del servicio secreto francés llamada Dominic, y evitar que terroristas destruyan la Torre Eiffel en año nuevo.

- The exchange: Bond se infiltra en un castillo de Drake para consguir información secreta, y escapar de ahí junto a Zoe Nightshade.

- Alpine escape: Bond junto a Nigthshade intentan robar un vehículo de nieve para escapar del castillo, e ir al punto de extracción para que Q los rescate.

- Enemies vanquish: Bond intenta escapar junto a Nightshade de los matones de Drake hasta llegar al punto de extracción para ser rescatados por Q.

- Double cross: Bond debe proteger a Alexander Mayhew, un traidor en la organización de Drake, para que te de información sobre la operación Nightfire, pero es asesinado al final.

- Night shift: Bond se infiltra en las instalaciones de Drake en Japón para obtener más información sobre la operación Nightfire

- Chain reaction: Bond se infiltra en una planta nuclear aparentemente abandonada para obtener más información sobre un JetPack y armas experimentales

- Phoenix fire: Kiko, la guardaespaldas de Mayhew le ha tendido una trampa a Bond, y este logra escapar gracias a Alura, agente del gobierno australiano.

- Deep descent: Bond y Alura se intentan infiltrar en las instalaciones de Drake en una isla del sur del pacífico, por medio de un submarino.

- Island infiltration: Bond y Alura logran infiltrarse en la isla de Drake, pero unas armas llamadas centinelas intentan interceptarlos pero logran destruirlas todas ellas y logran infiltrarse en una base secreta submarina.

- Countdown: Bond se infiltra en la base submarina eliminando a Kiko y a Rook por el camino para llegar hasta un cohete e irse en el hasta llegar al espacio.

- Equinox: Bond logra llegar al espacio y destruir los misiles, los que hacen que el lugar donde estaba Drake explote, pero sobrevive y Bond logra asesinarlo, y salvar al mundo.

## Final
Bond y Alura toman una copa de champaña por un trabajo bien hecho, mientras el vehículo se sumerge en las profundidades del océano para poder estar en paz.

## Personajes
James Bond: Personaje principal, tiene que detener a Raphael Drake de destruir el mundo con misiles nucleares.
Dominique: Agente del servicio secreto francés, se infiltra en las filas de Drake como su amante pero es descubierta y asesinada por Kiko.
Zoe Nightshade: Agente de la CIA, se infiltra en la fiesta para conseguir información.
Alura: Agente del gobierno australiano, rescata a Bond para que la ayude a detener a Drake.
Q: La persona que le entrega los objetos especiales del juego, aparece de repente en los videos.
M: Solo se ve al principio de la misión de Exchange, proporciona información al jugador.
Raphael Drake: El villano, intenta destruir el mundo con misiles nucleares.
Rook: Guardaespaldas de Drake, intenta asesinar a Bond en 2 ocasiones pero no lo logra y muere a manos de él.
Kiko: Guardaespaldas de Mayhew, finge ser aliada pero era una traidora en las filas de Mayhew.
Alexander Mayhew: Traidor en las filas de Drake, muere asesinado por un ninja.
Ninja: Personaje que asesina a Mayhew por órdenes de Drake. Bond logra derrotarlo.

## Versión para PC
Una versión fue sacada del juego para Pc pero fue criticada por no tener música en el modo multiplayer, no haber sido incluidas las misiones de conducción, y un congelamiento de un segundo al hacer movimientos bruscos con el mouse.
- Datos: Q161188